# Edwin de Graaf
Edwin de Graaf (* 30. April 1980 in Den Haag) ist ein niederländischer Fußballspieler.

## Karriere
Edwin de Graaf begann seine Karriere bei den Amateuren des FC Lisse. Von dort wechselte er zu RBC Roosendaal, bei dem der Mittelfeldspieler sein Profidebüt am 31. August 2001 in der Eerste Divisie gab. Nach vier Spielzeiten beim Verein aus Nordbrabant wechselte de Graaf ablösefrei zu Feyenoord Rotterdam. Im Vertrag wurde zugleich ein Ausleihgeschäft mit RBC vereinbart. Nachdem sich de Graaf bei Feyenoord nicht durchsetzen konnte und jeweils nur zwei und vier Ligaspiele für das Team aus Feijenoord machte, wurde er in der Saison 2005/06 zu ADO Den Haag verliehen.
Zu Beginn der Saison 2006/07 wechselte er zu NAC Breda. Im Sommer 2010 konnte sich de Graaf mit NAC nicht auf eine Vertragsverlängerung einigen. Am 15. Juni unterzeichnete de Graaf einen Zwei-Jahres-Vertrag bei Hibernian Edinburgh. Sein Debüt für die Hibs gab er in der Europa-League-Qualifikation gegen NK Maribor, wobei ihm Zwei Tore gelangen.
Im Wintertransferfenster legte ihm der Trainer in Person von Colin Calderwood einen Wechsel nahe, wobei de Graaf zunächst leihweise in der Rückrunde für Excelsior Rotterdam in der Eredivisie spielte. In der Spielzeit 2011/12 sollte de Graaf wieder im Trikot von Hibernian Edinburgh spielen, da unter anderem John Rankin den Verein aus Edinburgh verlassen hatte, und die Position unter anderem von diesem bedeckt wird. Der Vertrag wurde allerdings nachdem er wieder in Edinburgh war im gegenseitigen Einvernehmen aufgelöst, und der Mittelfeldspieler unterschrieb bei Excelsior Rotterdam einen Vertrag bis zum Saisonende 2011/12. Nach dem Abstieg der Rotterdamer kehrte de Graaf ins Amateurlager zum Drittligisten FC Lisse zurück.